# Мала спрутка
Мала спрутка (лат. Calidris minuta) је птица селица из реда шљукарица. Назив рода Calidris потиче од старогрчке речи kalidris или skalidris, која се у време Аристотела употребљавала за сиву птицу која се среће у близини воде. Реч minuta потиче из латинског језика и означава нешто мало.

## Опис
Дужина тела од врха репа до врха кљуна је 12-15.5 cm, а распон крила је 27–31 cm. Маса птице је од 17 до 44 грама. За трећину је мања од црнотрбе спрутке, од које се разликује по кљуну. Осим тога што је приметно краћи, кљун је прав са благо зашиљеним врхом. По обојености перја је врло слична са седом спрутком и од ње се разликује само по тамним, скоро црним, ногама и по понашању. Прилично је динамична док се храни. По подлози се креће брзо, непрекидно кљуцајући. Што није карактектеристично за седу спрутку. Глава и груди су у великој мери бели, па може подсећати на белу спрутку од које је доста мања. У сезони парења добија смеђе и наранџасте тонове који током лета и јесени полако бледе и прелазе у сиве нијансе до зиме. Обојеност је изрженија код мужјака него код женке. Млада птица је нешто тамнија, има бело чело и обрву и латинично слово V на леђима.

## Распрострањење и станиште
Гнездећи ареал обухвата крајњи североисток Скандинавије и север Русије до реке Индигирке. На полуострву Чукотка се гнезди повремено у малом броју. Зимује у целој Африци, на обалама Блиског истока, у Индији и у малом броју дуж Медитерана.
Мала спрутка се гнезди на нижим надморским висинама Арктика. Место за гнездо бира на сувој земљи, међу патуљастим врбама, али увек у близини мочварних подручја. Такође јој одговарају места са маховином, спорадичним бусенима шашева и грмљем из рода Empetrum. Избегава подручја где годишња количина падавина превазилази 250 mm. На миграцији је виђана на муљевитим рубовима језера, таложницима отпадних вода и плитким, пресушујућим резервоарима. Није ретка ни на блатним обалама естуара, лагуна и мора, али се појављује у континеталним слатководним стаништима као што су речни наноси, спрудови и пиринчана поља.

## Биологија
Углавном се храни бескичмењацима, али исхрана зависи од тога да ли се птица припрема за полагање јаја и период размножавања или не. Када је период гнежђења у јеку, примарно се храни адултним и ларвалним облицима инсеката, обично из реда , посебно ларвама комараца и дугоногих комараца. У негнездећем периоду је исхрана разноврснија и чине је мрави, опнокрилци, бубашвабе, чланковити црви, мекушци, рачићи и зглавкари из групе Hydrachnidia. Услед недостатка хране животињског порекла, повремено се може хранити и биљном материјом. Није територијална врста. Период репродукције траје од средине јуна до почетка јула. Гнездо се налази у плитком удубљењу на земљи, прикривено вегетацијом. Полаже четири јаја на којима леже оба родитеља око двадесетак дана. Примећени су случајеви да се женка, након што положи јаја, пари са другим мужјаком и остави свог првог партнера да лежи сам на јајима. Птићи убрзо након излегања напуштају гнездо и полазе у потрагу за храном. Ова мала птица је селица на велике раздаљине. Сели се у широком фронту преко великог дела Западног Палеарктика. Не задржава се на једном зимовалишту целе зиме, већ, уколико јој понестане хране, селиће се даље. Јесења сеоба почиње у јулу и траје до новембра. С пролећа се враћа на север од средине маја до почетка јуна. Полно незреле јединке на зимовалишима могу остати преко целе године. Врло је друштвена птица, па се ван периода размножавања окупља у јата, обично током ноћи или када је висока плима. Уобичајено јато током сеобе може бројати од 20 до 30 јединки. Процењује се да у свету живи између 1 500 000 и 1 600 000 примерака ове врсте. Сматра се да се у Европи гнезди од 48 200 до 76 000 гнездећих парова, док је у Русији тај број процењен између 10 000 и 100 000 парова.

## Угроженост
Малу спрутку хватају замкама на југоисточној обали Индије. Мочваре, у којима се храни, претварају у индустријска постројења за прераду соли и тиме ремете салинитет мора. У заливу Валвис у Намибији развој туризма, приморског саобраћаја и промена водног режима једнако утичу на бројност ове северне врсте, тако што уништавају станишта на којима се ова птица храни и одмара током зиме. Подложна је птичјем ботулизму и маларији, па је веће епизоотије могу угрозити.

## Мала спрутка у Србији
Код нас је први пут забележена још у 17. веку. У посматрањима из 19. и прве половине 20. века пише да је мала спрутка у Србији само на пролазу. У другој половини 20. и почетком 21. века је бележена редовно и у различитом броју. Највећа јата су бројала до 150 примерака, а обично се виђа у мањим групама. Појављује се у приобаљу различитих плитких водених станишта природног или вештачког порекла. У зимском периоду није регистрована.